# Entresse
Entresse est un centre commercial du quartier central d'Espoon keskus à Espoo en Finlande.

## Présentation
Le centre commercial ouvre le 25 novembre 2008 et il est situé en face du centre commercial Espoontori dans le centre d'Espoo, juste à côté de la gare d'Espoo. 
Le centre commercial Entresse compte une quarantaine de boutiques dans 17 000 mètres carrés d'espace commercial. 
Une épicerie S-Market à côté du centre commercial est reliée à celui-ci par un pont piétonnier couvert. 
Le bâtiment Entresse a trois étages et 500 places de parking, dont 200 sont situées du côté S-market.
Au printemps 2009, la nouvelle bibliothèque d'Entresse a ouvert ses portes dans le bâtiment et les archives de la ville d'Espoo (fi) ont été transférées à Entresse.

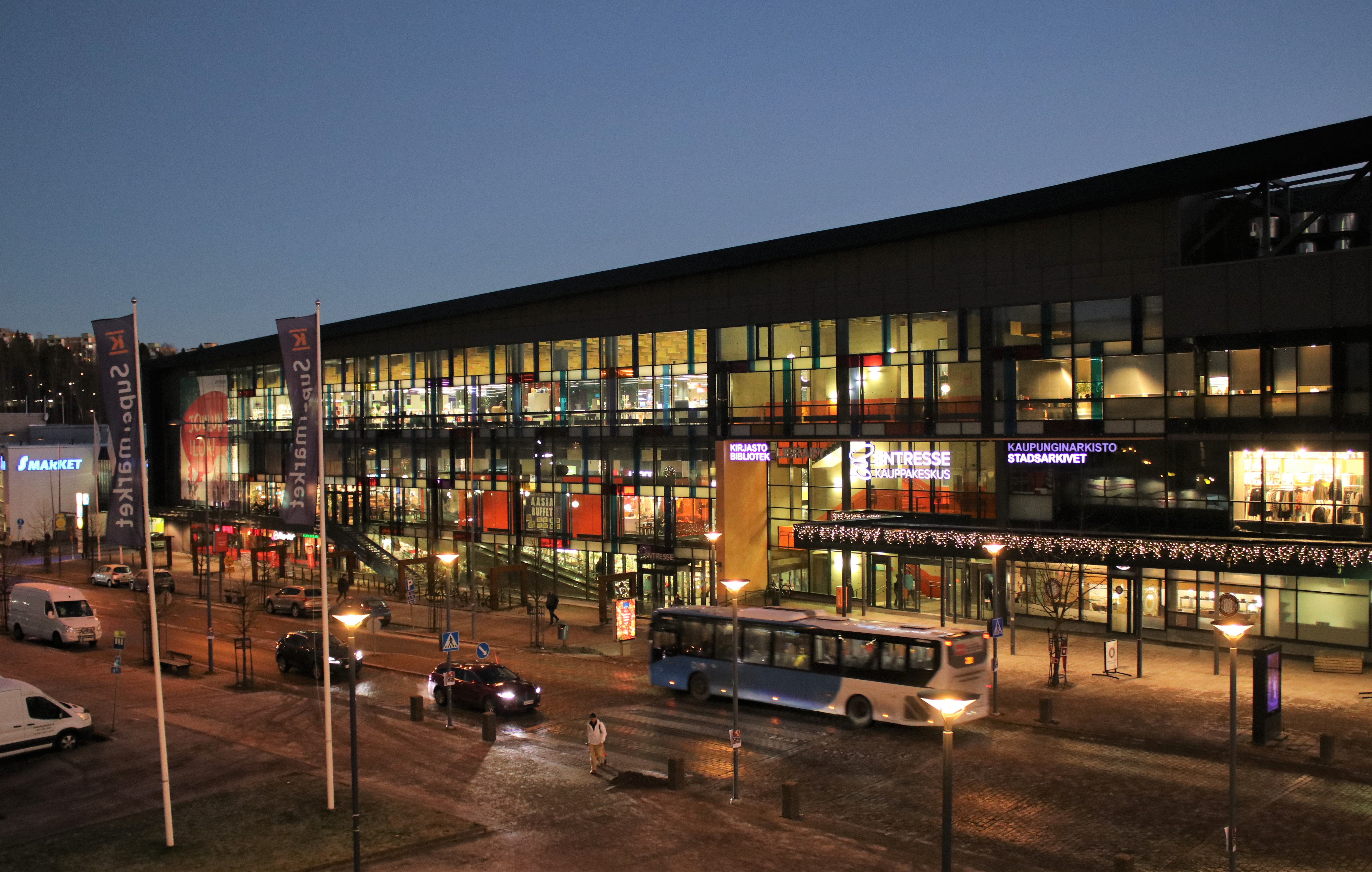
Entresse au centre d'Espoo.

## Accès
Le centre commercial est accessible avec les lignes de trains de banlieue d'Helsinki E, L, U, X et Y.
Le centre commercial est aussi accessible par les lignes de bus 118, 134, 136, 200, 213, 224, 531, 542 et de nombreuses autres desservant le  terminal de bus de la gare d'Espoo.